# Матеј Граматик
Матеј Граматик (16. век), бугарски и српски средњовековни писац. 

## Живот и књижевни рад
Угледан софијски трговац, велики ламбадарије (свећоносац) софијске митрополијске цркве, написао је српскословенском редакцијом (ресавског правописа) стилски и поетски изванредно Житије Николе Софијског (између 1555. и 1564), по угледу на Мученије Ђорђа Кратовца свога земљака попа Пеје. Као и Ђорђа Кратовца, софијског обућара Николу Турци су 1555. убили јер се одупро потурчивању. И ово дело, као и Пејино Мученије, писано је у духу ранохришћанских „acta martyrum“, мученичких дела хришћанских светитеља, која су претходила настанку житијног жанра, и прожето је свешћу о смислу исповедног живота и мученичке Николине смрти, чији је отпор исламском угњетавању заједнички мотив у јужнословенским књижевностима 15. и 16. века. Дело је, више у проповедничком него полемичком тону, окренуто новом, градском и занатлијском сталежу, и надахнутим описима природе, историје и околине града у коме је светитељ живео.
Граматиков аутограф није сачуван. Најстарији данас познати препис начинио је свештеник Лазар из Кратова већ 1564, исте године када је житије и написано. Овај податак говори нам и о популарности Граматиковог дела у српским крајевима.